# Urocotyledon norzilensis
Urocotyledon norzilensis — вид ящірок з родини геконових (Gekkonidae). Відкритий у 2022 році.

## Назва
Видова назва norzilensis походить з сейшельської креольської мови, з якої слова «nor» і «zil» перекладаються як «північ» та «острови», та вказує на географічне поширення виду на півночі Сейшельського архіпелагу.

## Поширення
Ендемік Сейшельських островів. Поширений на острові Праслен та сусідніх невеликих гранітних островах.